# نهر تيخوانا
نهر تيخوانا (بالإسبانية: Río Tijuana) هو نهر متقطع يبلغ طوله 120 ميلاً «195 كم» بالقرب من ساحل المحيط الهادئ في شمال ولاية باجا كاليفورنيا في شمال غرب المكسيك وجنوب كاليفورنيا في غرب الولايات المتحدة. النهر ملوث بشدة بمياه الصرف الصحي الخام من مدينة تيخوانا بالمكسيك.

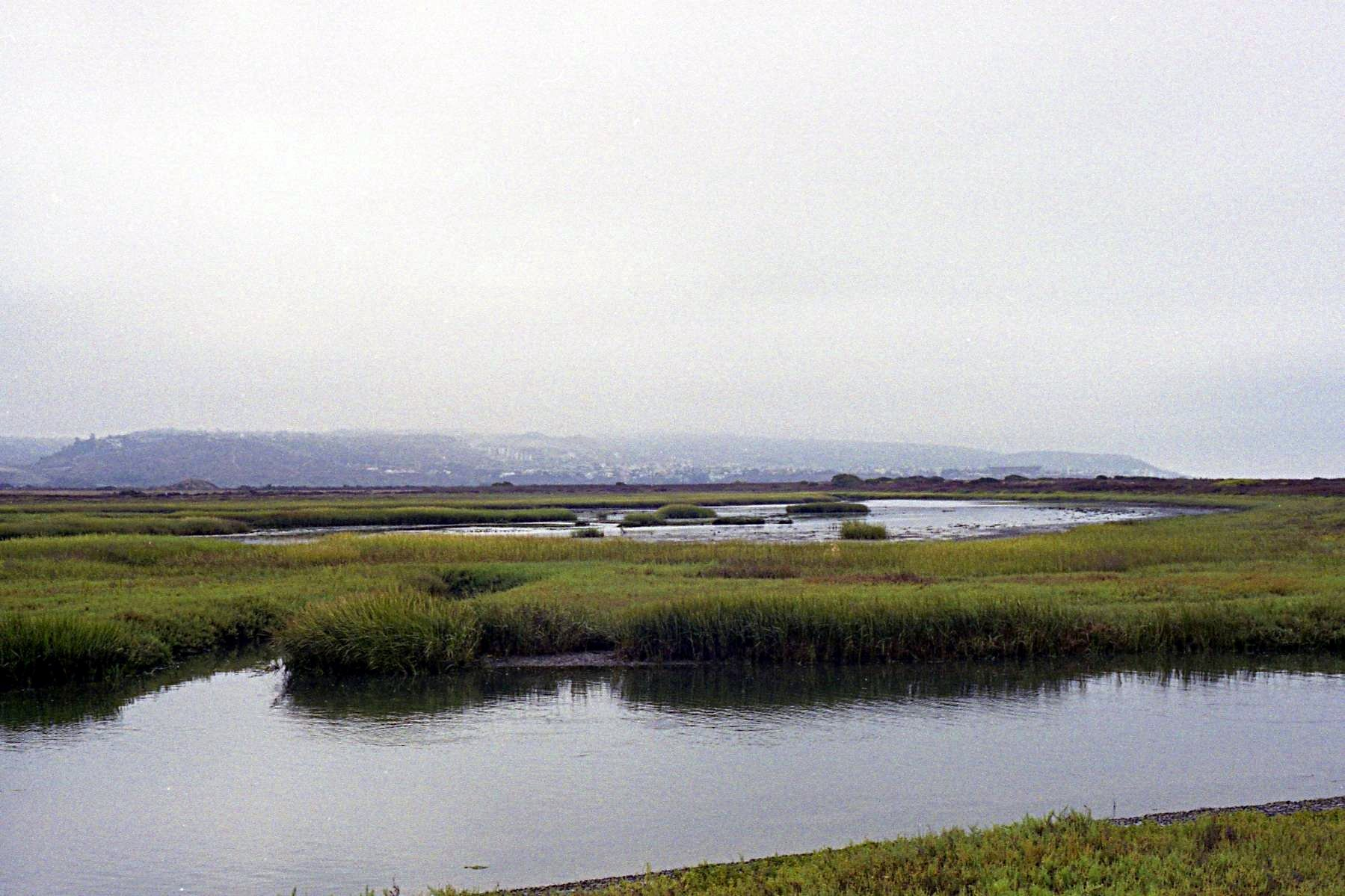
نهر تيخوانا

## الموقع
يجري نهر تيخوانا في منطقة قاحلة على طول الحدود بين الولايات المتحدة والمكسيك، ويتدفق عبر المكسيك لمعظم مساره ثم يعبر الحدود إلى جنوب كاليفورنيا لمسافة 5 ميل «8 كم» ليصب في المحيط على الحافة الجنوبية من سان دييغو. لنهر تيخوانا رافدان رئيسيان. الأول «ريو الامار» (بالإسبانية Rio Alamar)، يمتد في الروافد العليا في الولايات المتحدة باسم «كوتونوود كريك» (Cottonwood Creek). يمتد من منبعه في جبال لاجونا إلى الجنوب الغربي حيث يُحجز بواسطة سدين، باريت ومورينا، لتزويد مدينة سان دييغو بالمياه. ينضم كوتونوود كريك إلى «تيكات كريك» (Tecate Creek) قبل أن يدخل المكسيك حيث يُعرف باسم ريو الامار من النقطة التي يدخل فيها المكسيك إلى التقاء الرافد الأكبر، «أرويو دي لاس بالماس» (بالإسبانية Arroyo de las Palmas)، الذي يشكل منابع نهر تيخوانا داخل المدينة. يتدفق نهر أرويو دي لاس بالماس، الرافد الرئيسي لنهر تيخوانا، من الجبال إلى الشرق في الخزان خلف سد رودريغيز. في اتجاه مجرى النهر من سد رودريغيز، تتدفق المياه عبر تيخوانا في قناة ملموسة إلى الحدود الدولية؛ هناك يستمرغربًا عبر وادي نهر تيخوانا لمسافة نحو تسعة أميال إلى المصب ثم إلى المحيط الهادئ. توفر روافده المنخفضة آخر الأراضي الرطبة الساحلية غير المطورة في مقاطعة سان دييغو وسط بيئة حضرية للغاية في حدود مدينة إمبريال بيتش الجنوبية. كان النهر موضوع جدل كبير في العقود الأخيرة فيما يتعلق بالتلوث والسيطرة على الفيضانات وحماية الحدود الأمريكية.

## الوصف
يرتفع نهر تيخوانا في سييرا دي خواريز في شمال باجا كاليفورنيا، على بعد نحو 45 ميلًا «70 كم» من إنسينادا. يتدفق «دبليو إن دبليو» (WNW) عبر تيخوانا، ويعبر الحدود على بعد نحو 5 ميل «8 كم» من المحيط الهادئ. يتدفق غربًا، حيث يلتف فقط على الحدود الدولية جنوب قسم سان يسيدرو في سان دييغو. يشكل الجزء السفلي من النهر مسافة 2 ميل «3 كم» من مصب الطين المسطح الواسع، ويعد مصب نهر تيخوانا موطنًا غنيًا للحياة البرية، بما في ذلك أكثر من 370 نوعًا من الطيور. أحد هذه الأنواع هو مرعة ريدجواي. إنه أكبر الأراضي الرطبة الساحلية في جنوب كاليفورنيا. وهو معرض بشكل طبيعي للفيضانات في أثناء هطول الأمطار الغزيرة. يدخل نهر تيخوانا المحيط الهادئ على بعد 10 أميال «15 كم» جنوب وسط مدينة سان دييغو عند حدود المدينة الجنوبية للشاطئ الإمبراطوري. النهر نهر متقطع، يتدفق بشكل طبيعي فقط في أثناء هطول الأمطار. يُحجز النهر في المكسيك جنوب شرق تيخوانا بواسطة سد رودريغيز لمياه الشرب والري. بنى حاكم ولاية باجا كاليفورنيا السابق ميلتون كاستيلانوس إيفراردو حواجز خرسانية على طول ضفة النهر لمنع الفيضانات خلال فترة ولايته. كان من المفترض أن تبني الولايات المتحدة نظامًا تكميليًا من الحواجز لضمان عدم تدفق مياه الفيضانات مرة أخرى إلى المكسيك، ولكنها اعتمدت بدلاً من ذلك خطة للتحكم في الفيضانات تحت إشراف مجلس مدينة سان دييغو، بدعم من علماء البيئة، والتي حافظت على مصب النهر، وجرى تصنيفها بعد ذلك كملاذ للحياة البرية. تقع غالبية مستجمعات المياه داخل المكسيك، بين «ميسا دي أوتاي» إلى الشرق والتلال إلى الغرب.

## الفيضانات
كانت الفيضانات في نهر تيخوانا مصدر قلق لكل من الولايات المتحدة والمكسيك لأنها ستؤدي إلى جريان مياه الصرف الصحي وستؤدي في النهاية إلى إلحاق أضرار بالممتلكات في المنطقة المحيطة. في عام 1944، جرى التوقيع على معاهدة المياه بين الولايات المتحدة والمكسيك، والتي تناولت «استخدام المياه في نهري كولورادو وتيجوانا وريو غراندي». عينت هذه المعاهدة لجنة الحدود والمياه الدولية للتعامل مع العديد من القضايا مثل الصرف الصحي على الحدود. استمر اتحاد مياه المحيط الهادئ في إنشاء مشروع التحكم في فيضان نهر تيخوانا في عام 1966 من أجل إنشاء قنوات للتحكم في الفيضانات على طول النهر. امتثلت المكسيك تمامًا بحلول عام 1976 بينما توقف التنفيذ الأمريكي بسبب المعارضة على المستوى المحلي. على الرغم من الإجراءات الوقائية، تسببت الفيضانات في عام 1980 في مقتل 11 شخصًا وتدمير الممتلكات في المدن المجاورة. ما تزال الفيضانات الناجمة عن هطول الأمطار الغزيرة وانسداد مياه الصرف الصحي مصدر قلق يهدد المناطق المحيطة بسبب تلوث مياه الصرف الصحي الموجود في النهر.

## محميات طبيعية
تحمي محمية أبحاث مصبات الأنهار القومية لنهر تيخوانا 2,293 فدانًا «928 هكتارًا» وتتابع مصب نهر تيخوانا. جرى تأسيسه كجزء من نظام احتياطي أبحاث مصبات الأنهار الوطني في الولايات المتحدة. تعد محمية تيخوانا سلو الوطنية، محمية للحياة البرية، جزءًا من مجمع سان دييغو محمية الحياة البرية الوطنية، وهي أيضًا داخل محمية أبحاث مصبات الأنهار. تحمي تيخوانا سلو واحدة من أكبر المستنقعات الملحية المتبقية في جنوب كاليفورنيا دون وجود طريق أو حامل سكة حديد يمر عبره. جرى تصنيفها كمنطقة طيور ذات أهمية عالمية، وقد شوهد أكثر من 370 نوعًا من الطيور في الملجأ. سُجيِل سمك السلمون في النهر في الماضي أثناء الجري.

## معالجة مياه الصرف الصحي
استُخدم النهر كقناة لمياه الصرف الصحي منذ أوائل القرن العشرين على الأقل. على هذا النحو، فإن قضية الصرف الصحي في نهر تيخوانا تسبق القصص الإخبارية الأخرى حول الحدود المكسيكية الأمريكية داخل منطقة سان دييغو-تيخوانا بعدة عقود. يعد فيضان مياه الصرف الصحي الخام على الجانب المكسيكي، من الأخاديد على طول النهر، مشكلة متكررة على الرغم من الجهود عبر الحدود لتنظيفها. في الواقع، تعد المصدر الرئيسي للتلوث. بالإضافة إلى مياه الصرف الصحي، تُنقل النفايات في اتجاه مجرى النهر ما يتسبب في تلف الغطاء النباتي ويساهم في حدوث الفيضانات. كانت المحاولة الأولى للتعامل مع مياه الصرف الصحي المتدفقة إلى نهر تيخوانا هي إنشاء المصب الدولي، وهو مصب بحري، اكتمل في عام 1939، ولكن ثبت أنه غير كاف في وقت مبكر من أواخر الأربعينيات. بحلول الخمسينيات من القرن الماضي، كان هناك أكثر من 4 ملايين جالون من مياه الصن الصحي تتدفق إلى النهر كل يوم. بعد تهديد من مسؤول الصحة في مقاطعة سان دييغو، بدأت المكسيك في معالجة مياه الصرف الصحي بالكلور. انتهى استخدام المصب في ع 1962 بسبب الانتهاء من محطة الضخ، والتي تصرف مياه الصرف الصحي غير المعالجة في المحيط الهادئ؛ تعطلت محطة الضخ في عام 1975. في الستينيات، أُنشئت وصلة طوارئ من تيخوانا إلى شبكة مياه سان دييغو، وبحلول منتصف الثمانينيات كانت تستوعب نحو 15 مليون جالون يوميًا من مياه الصرف الصحي. خلال السبعينيات، دخل ما يصل إلى عشرة ملايين جالون من مياه الصرف الصحي النهر يوميًا من تيخوانا.